# Per Clausen
Per Clausen (ur. 20 lutego 1955 w m. Kongsvinger) – duński polityk, działacz związkowy i samorządowy, poseł do Folketingetu, deputowany do Parlamentu Europejskiego X kadencji.

## Życiorys
Pracę zawodową podjął w 1972, prowadził pralnię, był zatrudniony w warsztacie samochodowym i fabryce. W 1988 został absolwentem nauk społecznych na Uniwersytecie w Aalborgu. Pracował następnie jako nauczyciel oraz asystent na uczelni. Był działaczem związkowym, zaczynał w organizacji młodzieżowej SiD, związku zawodowego pracowników niewykwalifikowanych. Od 1989 wchodził w skład zarządu Dansk Magisterforening, związku zawodowego pracowników szkół wyższych. W latach 1994–2000 pełnił funkcję przewodniczącego tej organizacji.
Działał w antykapitalistycznym ugrupowaniu Venstresocialisterne, dołączył z nim do formacji Czerwono-Zieloni, zasiadając w 1992 w jej zarządzie głównym. W latach 2001–2004 zajmował stanowisko sekretarza Czerwono-Zielonych. Od 1977 był wielokrotnym kandydatem swoich ugrupowań na deputowanego. Mandat posła do Folketingetu uzyskał po raz pierwszy w 2005. W 2007 i 2011 z powodzeniem ubiegał się o reelekcję, zasiadając w duńskim parlamencie do 2015. W latach 2009–2013 pełnił funkcję przewodniczącego frakcji poselskiej Czerwono-Zielonych. W latach 2014–2022 był prezesem funduszu dla bezrobotnych Magistrenes A-kasse. W 2013 wybrany na radnego gminy Aalborg, uzyskiwał następnie reelekcję. Wszedł w skład władz wykonawczych jako radny do spraw klimatu i środowiska. W 2024 został natomiast wybrany do Europarlamentu X kadencji.